# 이상무
이상무(본명: 박노철, 1946년 8월 15일 ~ 2016년 1월 3일)는 대한민국의 만화가이다.

## 생애
1965년 《노미호와 주리혜》로 등단하였다. 야구·축구를 소재로 한 극화를 주로 그렸다. 골프에도 관심이 많아 관련 만화도 많이 남겼다. 작품은 갈등을 극복하는 사이사이에 웃음과 눈물이 놓여져 있으며, 인종차별, 재일교포 2세대의 갈등, 장애 등 무거운 주제도 많이 다루었다. 승부욕이 강한 주인공 독고탁, 마찬가지로 승부욕이 강한 라이벌, 라이벌과 삼각관계를 이루는 여성, 착한 친구인 봉구가 고정적으로 등장한다. 2016년 1월 3일 작업 도중 심장마비로 인해 향년 71세의 나이로 세상을 떠났다.

## 대표작
- 《비둘기 합창》[2] - 《소년중앙》에 연재. 애니메이션 《독고탁의 비둘기 합창》으로 제작되어 1988년 1월 1일 방영.[3]
- 《울지 않는 소년》 - 《어깨동무》에 연재
- 《아홉개의 빨간 모자》 - 《어깨동무》에 연재
- 《흙바람》 - 《소년중앙》에 연재
- 《개살구》 - 《새소년》에 연재
- 《달려라 꼴찌》-《소년중앙》에 연재
- 《태양을 향해 던져라》 - 1983년 애니메이션으로 제작
- 《내이름은 독고탁》 - 1984년 애니메이션으로 제작
- 《다시찾은 마운드》 - 1985년 애니메이션으로 제작

## 같이 보기
- 김수정
- 허영만
- 이현세